# فرودگاه صحرایی آرنلد (تنسی)
فرودگاه صحرایی آرنلد (تنسی) (به انگلیسی: Arnold Field (Tennessee)) یک فرودگاه همگانی بهره‌برداری هوایی است که یک باند فرود بتن دارد و طول باند آن ۱۴۳۳ متر است. این فرودگاه در کشور ایالات متحده آمریکا قرار دارد و در ارتفاع ۸۹ متری از سطح دریا واقع شده‌است.